# Lill-Klas och Stor-Klas
Lill-Klas och Stor-Klas är en konstsaga  av den danske författaren H. C. Andersen. Sagans originaltitel på danska är Lille Claus og store Claus och den publicerades första gången 1835.

## Handling
Sagan handlar om två män som båda heter Klas. Den ena kallas Storklas för att han har fyra hästar och den andra Lillklas för att han endast har en häst. Lillklas lånar ut sin häst sex dagar i veckan men Storklas lånar endast ut sina på söndagar. När Lillklas inför kyrkobesökarna ropar "Hej, alla mina hästar!" blir Storklas vred och slår ihjäl Lillklas häst. Lillklas ska sälja hästhuden i staden, lägger den i en säck, övertygar en bonde om att det är en trollkarl i säcken och får då en skäppa full med pengar och sedan ytterligare en skäppa pengar när han räddar en klockares liv. Storklas slår då ihjäl sina fyra hästar, beger sig med hudarna till staden men pryglas när folk tror att han driver med dem. Hämndlysten försöker han slå ihjäl Lillklas men slår av misstag dennes redan döda mormor. Dagen därpå tror en krögare att han dödat mormodern och ger Lillklas en skäppa pengar. Storklas slår då ihjäl sin egen mormor men blir endast kallad för en dålig människa som bör straffas. Storklas försöker nu dränka Lillklas, men misslyckas varpå Lillklas påstår sig ha funnit sjöboskap. Storklas ber då själv att bli dränkt i hopp om att få boskap.